# Dobovjani
Dobovjani (macedónul: Добовјани, albánul Dobovjan) település Észak-Macedóniában, a Délnyugati körzetben, Sztruga községben.

## Népesség
| Lakosok száma | 173  | 197  | 261  | 306  | 367  |      | 424  | 475  | 237  |
|               | 1948 | 1953 | 1961 | 1971 | 1981 | 1991 | 1994 | 2002 | 2021 |

2002-ben 168 lakosa volt, akik közül 164 albán és 4 egyéb.